# Eodiscoglossus santonjae
Eodiscoglossus santonjae (лат.) — вид ископаемых амфибий из рода Eodiscoglossus, живших 130—125,45 млн лет назад на территории Испании. Являлся хищником. Описан по образцу MNCN PV-4723.

## Описание
У лягушки предчелюстная кость с высоким дистально зазубренным крыловидным отростком; зубчатая верхнечелюстная аркада; квадратоджугальная кость распространяется примерно на 50% крыловидной ямки; носовые кости соприкасаются медиально, по крайней мере, спереди; сфенетмоид обнажен дорсально между носовыми и лобно-теменными костями; лобно-теменные кости без надглазничных выступов; скуловая ветвь чешуйчатой кости не сочленена с верхней челюстью; птеригоид с крепкими передними и задними ветвями, первая сочленяется с максиллой на середине длины орбиты; ангулосплениальный с одиночным лопастным венечным отростком процесса; восемь пресакральных позвонков; крестцовые диапофизы немного расширены дистально; короткие свободные ребра на II-IV позвонках; лопатка относительно короткая дорсовентрально и с прямым передним краем; cleithrum не раздвоен на дистальном конце; ключица с длинным заостренным акромиальным концом, перекрывающим лопатку спереди; запястье без перекручивания и по крайней мере с шестью свободными элементами; преполлекс гипертрофический с тремя элементами и связан с эпидермальными подушечками; подвздошная кость относительно длинная, с дорсальным гребнем, по крайней мере, на проксимальной (задней) трети (наличие дорсального выступа точно не установлено); бедро лишь немного короче большеберцовой кости; проксимальные лапки немного длиннее половины длины тибиофибулы. Исправленный диагноз был основан на голотипе, переописанном ниже, он состоит из комбинации признаков, большинство из которых распространены среди Archaeobatrachia, а их эволюционная полярность до сих пор неоднозначна. Первоначальный диагноз Villalta (1957) включал несколько общих черт, включая относительно короткий и широкий череп, расширенные крестцовые диапофизы и двухмыщелковое крестцово-уростилярное сочленение; как обсуждается ниже, мы считаем, что последние две черты были либо неверно истолкованы, либо переоценены. Hecht (1970) также поставил диагноз E. santonjae (как диагноз рода, который был монотипным в то время), но предположительно диагностическое отсутствие зубов на верхнечелюстных дугах голотипа впоследствии было опровергнуто Vergnaud-Grazzini и Wenz (1975). Остальные его диагностические признаки, наличие брачных подушечек и колумеллы недостаточны для идентификации этого вида.
Единственная часть голотипа этого вида, доступная для исследования, состоит из сочлененного скелета, лишенного большей части левой задней конечности, который виден сверху. Одни элементы скелета сохранились в виде оттисков, другие — в виде фрагментов костей; очевидны также отпечатки контура тела, глазных пигментов и других структур мягких тканей. Образец имеет общую длину примерно 27,5 мм; хорошо окостеневшие запястье и пальцы, включая крепкий преполлекс, образованный тремя элементами, и отпечаток подушечек указывают на то, что он принадлежит постметаморфическому индивидууму, вероятно, самцу.
Предчелюстные кости перевернуты вперед, но ясно, что они несут хорошо развитые, дистально выемчатые крыловидные отростки, которые в естественном положении были ориентированы заднелатерально; остальные части этих костей плохо сохранились. Спереди лицевая часть каждой верхней челюсти, по-видимому, перекрывала соответствующую предчелюстную кость, хотя форма переднего окончания первой кости не различима, тогда как сзади верхняя челюсть в естественном положении сочленялась с тонкой квадратно-скуловой костью. Последний элемент хорошо виден рядом с ангулосплениальным с обеих сторон черепа; он перекрывал верхнюю челюсть примерно на 50% длины крыловидной ямки. Левая верхняя челюсть перевернута внутрь, обнажая правильную серию треугольных вдавлений вдоль передней части ее вентрального края; это свидетельствует о наличии зубов, как уже отмечали Vergnaud-Grazzini и Wenz (1975, табл. III, фиг. 3). Точно так же отпечатки зубчатых костей различимы сбоку от носовых ходов с обеих сторон черепа; они соответствуют смещенным сошникам. Первоначально Hecht (1970) считал верхнечелюстные кости беззубыми костями, что является диагностическим признаком вида, вывод, позже условно принятый Estes и Reig (1973). Лицевая часть верхней челюсти умеренно высокая спереди, уменьшается по высоте вдоль орбиты и становится немного выше сзади, но без скулового отростка. На левой верхней челюсти видна отчетливая небная часть с округлым поперечным сечением, но другие особенности в этом аспекте не различимы. Носовые кости, сохранившиеся в основном в виде вдавлений, обширны и соприкасаются друг с другом по средней линии спереди, тогда как сзади они кажутся слегка разделенными; однако их общий вид трудно реконструировать из-за плохой сохранности. Срединный контакт между носовыми пазухами рассматривался Doug et al. (2013) отсутствует E. santonjae. Передний край каждого носа имеет неглубокую выемку рядом с узким, хорошо выраженным ростральным отростком; это углубление, вероятно, отмечает местонахождение наружной ноздри в жизни; четко выраженный верхнечелюстной отросток отсутствует. Сзади уазалии отделены от лобно-теменных сфенетмоидами, которые обнажаются дорсально. Клиновидная кость, парное или одиночное состояние которой неясно, ограничивает передний край лобно-теменного окна. Лобно-теменные кости сохранились не полностью и прижаты к полости черепа, что не позволяет описать их общую конфигурацию. Срединный шов не очевиден, хотя это могло быть следствием посмертного раздавливания; вероятно, поэтому Hecht (1970) описал лобно-теменную кость как азиготную. Напротив, Estes и Reig (1973) рассматривали лобно-теменные кости как парные кости, соприкасающиеся по средней линии на большей части своей длины. Biton и др. (2013) также оценили лобно-теменные кости как парные в Eodiscoglossus, хотя указанный ими источник информации для этого таксона не включает конфигурацию этой кости. Ясно, что, по крайней мере, в области задней орбиты эти кости полностью закрывали черепную коробку. Боковые края лобно-теменных костей немного расходятся назад; надглазничные гребни отсутствуют. Наличие и форма заднелатеральных расширений, окружающих эпиотические возвышения, неизвестны из-за переломов с обеих сторон черепа. Очертания задних краев лобно-теменных костей, расположенных несколько впереди большого затылочного отверстия, четко не различимы. Дорсальная поверхность лобно-теменной кости неглубоко изрыта, как и поверхность немногих сохранившихся костных фрагментов носовых костей. Передние и затылочные кости образуют слуховые капсулы, хотя раздробленность этой части черепа не позволяет с уверенностью судить о том, были ли эти кости сросшимися. Т-образные чешуи сохранились с обеих сторон черепа. Свободно оканчивающаяся скуловая ветвь кажется несколько короче слуховой, тогда как вентральная ветвь является самой длинной из трех ветвей кости. Нет никаких свидетельств контакта между скуловой ветвью чешуйчатой и верхней челюсти, как показано в реставрации на основе голотипа Roček (2000), тогда как этот контакт был оценен как отсутствующий в роде. Biton и др. (2013). Между слуховой капсулой и чешуйчатой оболочкой отчетливо видна хорошо окостеневшая часть среднего нерва, предположительно приложенная к овальному отверстию на левой стороне черепа, тогда как контралатеральный элемент изолирован и плохо сохранился. Медиатор имеет прочный стержень и слегка расширенную подножку. Крыловидный отросток частично виден вентральнее чешуйчатого; передняя ветвь этой небной кости относительно широкая и сочленяется с верхней челюстью на уровне середины орбиты. Каждая половина нижней челюсти состоит из ангулосплениальной и зубной костей; наличие менто-меккелева невозможно определить, так как передняя часть нижней челюсти исчезает под носовыми ходами. У ангулосплениума имеется дорсально открытая меккелева борозда и один хорошо развитый ламинарный венечный отросток, выступающий на правой кости (см. также Hecht 1970), что противоречит мнению Roček (1994), который считал венечный отросток отсутствующим. Сочленение нижней челюсти расположено почти на уровне затылка. Осевой скелет состоит из восьми пресакральных позвонков, одного крестцового позвонка и уростиля. Тип сочленения между последовательными позвонками определить невозможно. Атлантальная нервная дуга имеет прямой передний край и не имеет поперечных отростков; с правой стороны вентрально направленная ножка выдается латерально, предполагая, что семяпочки для затылочных мыщелков были удлинены в поперечном направлении и с осями, образующими небольшой угол, и, таким образом, в основном располагались вентральнее нервного канала. Следующие три предкрестцовых кости (II, III и IV) имеют дистально расширенные поперечные отростки, сочленяющиеся с короткими ребрами; самая передняя пара этих отростков направлена немного вперед, тогда как две последующие пары ориентированы латерально. Ребра, сочленяющиеся с III позвонком, самые длинные; эти ребра так же как позвонки IV расширены проксимально и дистально, но близость ключиц частично скрывает: наблюдение за дистальными концами самой передней пары ребер. Четыре последующих позвонка (предсациальные позвонки с V по VIII) имеют короткие поперечные отростки с тупыми дистальными концами, которые могли заканчиваться хрящом. Самая передняя пара этих отростков почти перпендикулярна продольной оси позвоночного столба, следующая пара направлена немного вперед, а два самых задних направлены отчетливо вперед, образуя относительно широкий угол по отношению к оси позвоночного столба. столбец. Медиальные области нетурульных дуг позвонков со II по V выступают назад в остистые отростки, которые достигают соответствующего последующего позвонка, тогда как задние края дуг по обеим сторонам отростков заметно вогнуты, как это также показано Hecht (1970). с овальными пятнами отложений позади этих впадин, которые частично закрывают передний край соответствующего последующего позвонка. Это предполагает, что нервный канал мог быть частично обнажен дорсально (противоположно Estes и Reig 1973, которые изобразили нервные дуги сильно черепичными). Невральные дуги VI и VII позвонков сохранились не полностью: отчетливо видны тонкие продольные валики по средней линии от V и VI позвонков. Нейральные дуги. последнего предкрестцового (VIII) и крестцового позвонков (IX) отсутствуют, тогда как их соответствующие центры представлены только фрагментами кости. Интерпретация конфигурации крестцовых диапофизов сбивает с толку из-за отчетливых беловатых областей в форме топора, которые соприкасаются с подвздошной костью. Однако области аналогичного цвета также встречаются вблизи поперечных отростков вдоль позвоночного столба и могут быть связаны с отложениями в эндолимфатической системе, связанными с поддержанием кислотно-щелочного гомеостаза. С обеих сторон хорошо заметны неглубокие вдавления отклоненных назад, проксимально узких и слегка дистально расширенных диапофизов, доходящих до соответствующей подвздошной кости. Более того, иллюстрации этой области в поляризованном свете (Hecht 1970) были интерпретированы как изображающие узкие крестцовые диапофизы, которым предшествовал артефакт сохранения, вопреки мнению Villalta (1957) и Gao и Wang (2001), которые оценили крестцовые диапофизы этого таксона. Передняя часть уростиля продольно рассечена, тогда как его задние две трети сохранились в виде оттиска круглого поперечного сечения гипохорды. В передней части уростиля по одной паре неправильных вздутий с каждой стороны кости предполагает участие пары посткрестцовых нервных дуг в образовании копчика. Поперечные отростки и спинной гребень на уростиле не различимы, как отмечалось ранее Hecht (1970). Компоненты плечевого пояса обнажены в дорсальном аспекте. Клейтрум — хорошо развитая удлиненная кость, образовавшая борозду для переднего края надлопаточного хряща. Имеющиеся данные не подтверждают наличие обширного раздвоенного стержня, описанного Estes и Reig (1973). Потеря проксимальной части этой кости с правой стороны обнажила лопатку, в то время как смещение левого стержня вперед сделало часть лопатка видна с этой стороны. Лопатка имеет прямой передний край из-за наличия переднего гребня, который простирается от акромиальной части до надлопаточного края; дорзовентральная ширина стержня аналогична ширине суставной области. Акромиальная и гленоидальная части развиты почти одинаково и кажутся разделенными медиальной (вентральной) вырезкой. Гленоидальные концы ключиц видны с обеих сторон; правая и левая ключицы имеют длинные сужающиеся концы дельтовидной мышцы на лопатке. Дорсальные концы обоих коракоидов сохранены; они расширены с относительно узким диафизом. Вентральные половины костей исчезают под осевым столбом, но видно, что их длинные оси были направлены заднемедиально. Плечевая кость крепкая, с хорошо развитым вентральным шаром; широкий дельтовидный гребень проходит вдоль проксимальной половины длины плечевой кости. На обеих передних конечностях сохранились отпечатки нескольких элементов запястья. Проксимальный ряд состоит из двух крупных костей, соприкасающихся с лучелоктевой костью; это лучевая и локтевая соответственно. Дистальнее первой кости виден отпечаток элемента Y, тогда как дистальнее локтевой кости есть еще один крупный элемент, который, вероятно, соответствует дистальному запястному 5. На преаксиальной стороне последнего и рядом с основанием пястной кости IV имеется меньшая кость может быть идентифицирована как дистальный отдел запястья 4. Другой дистальный отдел запястья, вероятно, дистальный отдел запястья 3, появляется между основаниями пястных костей II и III. На преаксиальной стороне элемента Y отчетливо виден гипертрофированный преполлекс, состоящий из трех элементов. Пястные кости расширены проксимально и дистально. Фаланговая формула 2-2-3-3, длины пальцев (в порядке возрастания) II<III<V<IV. Терминальные фаланги имеют удлиненные, узкие дистальные концы.
Подвздошная и седалищная кости являются единственными видимыми компонентами тазового пояса. Подвздошные кости сохранились в основном в виде отпечатков. Подвздошный стержень имеет узкий дорсальный гребень, расширяющийся в проксимальной (задней) трети длины стержня. Седалищные кости сливаются друг с другом. Другие особенности тазового пояса нечетко видны из-за положения, в котором эта часть скелета обнажена. Бедро отчетливо сигмовидное и немного короче большеберцовой кости; бедренный гребень не различим. Большеберцовая и малоберцовая кости срастаются проксимально и дистально; их длина составляет около 57 % длины большеберцовой кости. Крошечный треугольный прехаллический элемент виден рядом с широким основанием плюсневой кости I и на преаксиальной стороне немного большей кости предплюсны, которую можно идентифицировать как элемент Y. Другие дистальные части предплюсны не сохранились, что указывает на то, что они могли быть хрящевыми. Фаланговая формула 2-2-3-4-3. Концевые фаланги длинные, с простыми дистальными концами.

### Другие образцы из местности обнаруженияE. santonjae
Как отмечалось ранее, несколько образцов из типового местонахождения, но из двух разных уровней, содержащих ископаемые, были описаны Vergnaud-Grazzini и Wenz (1975) и упомянуты условно к Eodiscoglossus santonjae, голотип которого был подробно описан ранее Hecht (1970), а затем кратко Estes и Reig (1973). Vergnaud Grazzini and Wenz (1975) считали все эти экземпляры Discoglossidae из-за наличия по крайней мере трех из следующих признаков у каждого экземпляра: 1) восемь, вероятно опистоцельных, пресакральных позвонков; 2) свободные ребра на II-IV позвонках; 3) двояковыпуклые крестцовые позвонки с двумя задними мыщелками; 4) одна пара поперечных отростков на уростиле; 5) короткая лопатка, по-видимому, без медиальной вырезки; 6) зубчатые верхнечелюстные дуги и сошники. Эти же авторы пришли к выводу, что, несмотря на разные размеры и пропорции, все эти экземпляры принадлежат к одному и тому же виду. Они также объясняли разницу в расположении различных элементов посмертной деформацией. Эти выводы были впоследствии молчаливо приняты другими авторами, и комментарии Eodiscoglossus или E. santonjae, а также оценка этих таксонов были основаны на доказательствах, предоставленных этой коллекцией образцов (например, Evans et al 1990, Gao and Wang 2001, Biton и др., 2013). Более того, диагноз рода Evans et al. (1990) включает количество предчелюстных и верхнечелюстных зубов, не различимых на голотипе типового вида.
Независимо от достоверности каждого из этих признаков и/или их комбинации для диагностики этой линии бесхвостых уместно оценить доказательства отнесения всех или некоторых из этих образцов к E. santonjae. Сравнения, однако, проблематичны, потому что эти экземпляры сохранились в аспектах, отличных от голотипа, тем самым обнажая разные кости, отсутствие апоморфных признаков в голотипе, чтобы избежать плезиоморфного фенетического сходства, и разные стадии онтогенеза, к которым принадлежат все эти образцы. Несмотря на эти недостатки и рассматривая размер как показатель стадии развития, непосредственное изучение некоторых из этих экземпляров позволяет указать на некоторые морфологические и сравнительные особенности. Образцы MNHN MSE 1 и MSE 3a. б принадлежат особям более мелким (их общая длина оценивается примерно в 16 и 21 мм соответственно) и моложе голотипа E. santonjae. Первый, обнаженный с вентральной стороны, имеет неглубокий отпечаток короткого хвоста, гипохорда неподвижна. не сращены синостотически с копчиком, а концевые фаланговые элементы не окостенели; он, вероятно, принадлежит изменяющемуся индивидууму. MSE 3a и b принадлежат особи, сохранившейся преимущественно вентрально, межчелюстные и верхнечелюстные зубы на ножках, позвоночный столб лишен тел, которые, по-видимому, слабо соединены с хорошо развитыми ножками. Не были обнаруженя у этих двух экземпляров каких-либо сохранившихся признаков, которые ставили бы под сомнение их отнесение к E. santonjae, хотя некоторые сходства можно установить, за исключением удлиненных, выемчатых крыловидных отростков предчелюстных костей, зубчатого состояния верхнечелюстных дуг и сошники, наличие дистально расширенных свободных ребер у II-IV позвонков, направленные вперед и относительно короткие поперечные отростки на трех последних пресакралях, слабо расширенные крестцовые диапофизы.
Экземпляр MNHN MSE 2 из несколько более низкого уровня, чем горизонт, содержащий голотип (Vergnaud-Grazzini, Wenz, 1975), он, скорее всего, принадлежит взрослой особи, общая длина которой примерно в два раза превышает длину голотипа. Частично сочлененный скелет, видимый снизу, является неполным: некоторые элементы, такие как дистальная часть уростиля и крылья парасфеноида, несколько покрыты осадком, поэтому они не такие короткие, как изображено Vergnaud-Grazzini и Wenz (1975). Позвоночный столб состоит из восьми предкрестцовых позвонков, на которых видны рубцы от недавнего синостотического слияния ножек и центральных отделов. Отмечается также частичное сращение расширенных концов ребер и поперечных отростков II-IV позвонков. Тела II VIII позвонков длиннее, чем широкие, сильно выпуклые и, вероятно, с округлым поперечным сечением на уровне сочленения с соседними позвонками; природа этих сочленений не различима. Несколько элементов можно сравнить с такими же элементами голотипа. Атлантовый центр несет семядоли, расположенные близко друг к другу и с осями, образующими широкий тупой угол. Крестцовый позвонок несет скошенные назад, умеренно расширенные диапофизы, дистальная длина которых примерно в два раза больше проксимальной. Неглубокая борозда на заднем конце крестцового центра является единственным признаком того, что могло существовать бимыщелковое сочленение между крестцом и уростилем. Передний край лопатки сломан: акромиальная и гленоидальная части хорошо развиты и разделены неглубокой вырезкой. Расширенный вентральный вклад сфенетмоидального окостенения в дно носовых капсул, длинный культиформный отросток парасфеноида, вентрально направленный фланец вдоль передней ветви крыловидного отростка, а также частично сросшиеся ребра и поперечные отростки могут быть обусловлены вероятный пожилой возраст этого экземпляра. Поперечные отростки VII-VIII позвонков короткие, но горизонтально ориентированы, в отличие от ориентированных вперёд отростков этих позвонков в MSE 1,3 и MNCN 4723. MNHN MSE 5 сохранился в виде разрозненных костей; tibiofibula имеет длину около 12 мм, т. е. почти такую же длину, как у MNCN 4723, поэтому мы предполагаем, что она принадлежит особи примерно такой же общей длины. Левая и правая подвздошные кости относительно хорошо сохранились и обнажаются в вертлужной или слегка дорсолатеральной проекции, хотя самая передняя часть ориентации пресакральных поперечных отростков и форма крестцовых диапофизов, МСЭ 6 не относится к таксону, представленному МСЭ 2, взрослой особи примерно такой же общей длины и, таким образом, вполне сопоставимой с ним. В каждой кости основная часть стержня имеет овальное поперечное сечение; впадина отделяет эту часть от спинного гребня, дистальная половина которого отчетливо отклонена медиально. Немного впереди уровня переднего края вертлужной впадины на дорсальном гребне имеется отчетливый овальный дорсальный выступ, слегка выступающий из его дорсального края. Кзади от выступа находится заметное овальное углубление, ранее описанное как надвертлужная ямка (последняя ямка была ошибочно идентифицирована как углубление дорсальнее вертлужной впадины у Eodiscoglossus oxoniensis Evans et al 1990; см. также Gómez and Turazzini 2015). Вентрально вертлужная впадина четко ограничена умеренно развитым ободком, не доходящим до вентрального края кости, тогда как дорсально он менее выражен. Имеется широкое дорсальное расширение вертлужной впадины, но сзади оно не выступает за дорсальный край диафиза.
MNHN MSE 6 — сочлененный, частично сохранившийся экземпляр (Vergnaud-Grazzini, Wenz, 1975, табл. III, рис. 4). Присутствует только часть заднего скелета, в основном вид сверху; он принадлежит взрослой особи примерно в два раза больше MNHN 4723, оцененной по длине бедра и большеберцовой кости (22 мм и 24 мм соответственно). Самые задние шесть пресакральных позвонков (III VIII?) обнажены при виде сверху, хотя сохранились только их правые стороны; свободные ребра не различимы. Самые длинные поперечные отростки находятся на двух самых передних позвонках, особенно на том, который несет позвонок III. Следующие два позвонка имеют поперечные отростки, направленные назад, тогда как два последних предкрестцовых позвонка имеют направленные вперед отростки. Крестцовый позвонок имеет узкие, направленные назад диапофизы. С правой стороны обнажен длинный расчлененный уростиль (18,5 мм); на передних двух третях своей длины он несет дорсальный остистый отросток, высота которого кзади уменьшается. Спереди этот отросток достигает высоты вентральной части кости; поперечные отростки не различимы. Седалищные кости имеют округлые задние края и не сливаются друг с другом. Левая подвздошная кость видна в медиальной проекции, тогда как контралатеральный элемент виден в вертлужной проекции. Морфология этой кости аналогична описанной выше MSE 5, и мы считаем, что эти два экземпляра представляют один и тот же вид. Однако, учитывая морфологию и ориентацию пресакральных поперечных отростков и форма крестцовых диапофизов, MSE 6 не относится к таксону, представленному MSE 2, взрослой особи примерно такой же общей длины и, таким образом, вполне сопоставимой с ним.
Таким образом, голотип E. santonjae, вероятно, был взрослым самцом, о чем свидетельствует гипертрофированный преполлекс и связанные с ним брачные подушечки (Hecht 1970). Только несколько признаков, включенных в представленный здесь диагноз, можно установить в каждом из рассмотренных выше образцов. Однако ни один из этих признаков не позволяет однозначно диагностировать этот вид, поскольку большинство из них были описаны в других таксонах, и многие из них, вероятно, являются плезиоморфными. Более того, вероятное присутствие более чем одного таксона в этой выборке усугубляет эту проблему. Поэтому таксономическое отнесение этих экземпляров требует критического сравнения с другим материалом, особенно мезозойского возраста и отнесенным к Discoglossidae.

### Филогенетическая позиция
С момента открытия голотип Eodiscoglossus santonjae, типового вида рода, считался представителем Discoglossidae. Это таксономическое положение было основано главным образом на наличии восьми предположительно опистоцельных пресакральных позвонков, свободных ребер на пресакралях II-IV и предположительно черепитчатых нервных дуг. Однако из вышеприведенного описания ясно, что опистоцельная природа тел позвонков не может быть однозначно оценена, свободные ребра на этом уровне общности плезиоморфны, а нервные каналы у этого экземпляра частично обнажены дорсально. Принятие отнесения нескольких дополнительных образцов к E. santonjae, как отмечалось выше, добавило другие «дискоглоссидные» черты, особенно те, которые присутствуют в группе Discoglossus. Следовательно, некоторые авторы подчеркивали, что E. santonjae может быть более тесно связана с видами Discoglossus, чем с другими современными дискоглоссидами, главным образом на основании общего наличия дорсального гребня и удлиненного дорсального выступа на подвздошной кости. Хотя это и не характерно для Archaeobatrachia, хорошо развитый дорсальный гребень на стержне подвздошной кости присутствует у некоторых раннемеловых пипиморф, тогда как он также встречается у нескольких групп необатрахов, подразумевая, что эта структура могли возникать независимо несколько раз в истории бесхвостых животных. Кроме того, следует отметить, что если E. santonjae ближе к Discoglossus, чем к Alytes, линии, представленные этими дошедшими до нас таксонами, должны были разойтись по крайней мере раньше, чем появление E. santonjae в барреме, но это противоречит нескольким недавние оценки относят это расхождение к более позднему меловому периоду.
Большинство дискуссий о таксономическом положении Eodiscoglossus были основаны на результатах экономного анализа, в котором оценка этого таксона, вероятно, была сложной и без явного и критического изучения содержания рода. Позиция была впервые проверена в кладистическом контексте Wang et al. (2000), включив Eodiscoglossus в качестве конечного таксона в свое исследование взаимосвязей дискоглоссидов, включив в анализ некоторые вымершие таксоны, в значительной степени основанные на матрице данных Баэса и Хассо (1996). Они восстановили Eodiscoglossus как сестринскиф таксон по отношению к коронной группе Discoglossidae, родство, поддерживаемое двумя синапоморфиями плечевого пояса: клювовидным с ограниченным расширением в переднемедиальном направлении и раздвоенным клейтрумом. Первое состояние распространено среди лягушек, даже в группах, которые не были включены в их анализ, таких как пипоиды и многие необатрахии. Основываясь на нашей интерпретации голотипа 6 santonjar, наличие раздвоенного клейтрум у этого вида необоснованно, тогда как состояние предполагаемого юрского представителя рода E. oxoniensis неизвестно (Evans et al. 1990). Впоследствии Eodiscoglossus был включен в аналогично проведенный кладистический анализ. Гао и Ван (2001 г.), Гао и Чен (2004 г.) и Ван (2006 г.), также появившиеся в качестве члена линии дискоглоссидов. Среди этих исследований, в единственном анализе, в котором нам доступно обсуждение синапоморфий, поддерживающих дискоглоссидный узел (Gao and Wang 2001), эта связь подтверждается следующими особенностями: сошник, несущий постхоанальный отросток, образующий узкий угол с передняя часть кости, наличие переднего наложения ключицы на лопатку, клювовидный отросток немного расширен медиально, тройничное и лицевое отверстия разделены предфациальной комиссурой. Однако некоторые из этих признаков были ошибочно оценены в некоторых из их конечных таксонов. Кроме того, в случае Eodiscoglossus вся совокупность признаков-состояний этого рода не согласуется с таковыми ни у одного из видов, включенных в этот род. Например, Gao and Wang (2001) в соответствии с их интерпретацией фотографии голотипа E. santonjae',x выделили несколько особенностей, таких как расширенные крестцовые диапофизы и плохо развитый дорсальный бугорок подвздошной кости, хотя в других образцах, приписываемых видам, они используются для оценки других функций, условие отличается. Совсем недавно Eodiscoglossus был включен в качестве терминального таксона в филогенетический анализ Dong et al. (2013) и Báez (2013) на основе морфологических признаков, из которых только в последнем оценка была основана исключительно на голотипе E. santonjae. Результаты этих анализов в некоторой степени отклонились от предыдущих гипотез относительно систематического положения этого таксона. Повторный анализ матрицы опубликованных данных Dong et al. (2013) с TNT v. 1.5-beta привели к 16 наиболее экономным деревьям (MPT) из 178 шагов, строгий консенсус которых идентичен дереву, изображенному этими авторами. Монофилетические Discoglossidae не обнаружены в большинстве этих MPTS, тогда как Eodiscoglossus и современные дискоглоссиды встречаются в политомии, которая также включает кладу, содержащую пипоиды и пелохатоиды. Напротив, Bácz (2013) действительно получил монофилетический Costata sensu Frost et al. (2006) и выделили E. santonjae как сестринскую группу Lalagobatrachia (т. е. всех бесхвостых, кроме лейопельм Frost et al. 2006). В ее анализе последняя клада поддерживается двумя предполагаемыми синапоморфиями, умеренно расширенными крестцовыми диапофизами и раздвоенным клейтнумом, которые встречаются в соответствующих плезиоморфных условиях у голотипа E. santonjae. Кроме того, большинство предполагаемых синапоморфий коронной группы либо находятся в их плезиоморфных состояниях, либо не поддаются определению в голотипе E. santonjae. Кроме того, большинство предполагаемых синапоморфий коронной группы либо находятся в их плезиоморфных состояниях, либо не поддаются определению в голотипе E. santonjae. В свою очередь, Битон и др. (2013) набрали 22 скелетных признака для нескольких вымерших и существующих предполагаемых таксонов дискоглоссидов, включая Eodiscoglossud, подсчет очков, очевидно, основывался на всех экземплярах, раннее отнесённых к роду. Байесовское дерево, основанное на трех митохондриальных и трех ядерных генах, а также на морфологических признаках, было представлено на дереве Ascaphus в STEINEGER, 1899 г., поместив помощника Eodiscoglossus в кладу, которая включает Alytes и Discoglossus, а также несколько вымерших таксонов. Примечательно, однако, что этот анализ не проверял включение всех этих вымерших таксонов в состав линкажа дискоглоссидов, поскольку рассматриваются только дискоглоссиды, за исключением Ascaphus.
Филогенетическое размещение Eodiscoglossus santonjae в направлении короны к лейопельмам, но вне Lalagobatrachia ясно объясняет его общую плезиоморфную морфологию. включая конфигурацию черепа, восемь предкрестцовых костей, свободные ребра, горизонтально ориентированные атлантические семяпочки, крестец со слабо расширенными диапофизами, относительно короткую лопатку с прямым передним краем, узкий cleithrum, генерализованные пропорции конечностей и отсутствие перекрута запястья. Эта позиция также согласуется с предполагаемым временем расхождения для Anura, Lalagobatrachia и краун-группы Discoglossidae, основанным либо на некоторых методах молекулярных часов, либо на палеонтологических данных. Однако монофилия рода до сих пор не подтверждена однозначно, хотя она использовалась в качестве калибровочной точки, служащей минимальной границей для клады Lalagobatrachia (например, Ruane et al., 2011) или даже для крон-группы Discoglossidae (Blackburn et al. 2010; Castata в ней), что напрямую влияет на предполагаемый возраст этих клад. Чтобы проиллюстрировать этот момент, Blackburn et al. (2010) получили расчетное время расхождения для Костаты на 25 миллионов лет моложе, удалив эту единственную точку калибровки.
Исходя из вышеизложенного, считается крайне важным быть как можно более точным и консервативным в оценке систематического размещения ископаемых таксонов, таких как E. santonjae. Учитывая, что местонахождение этого таксона в настоящее время не определено однозначно и что полная ревизия юрских и меловых образцов, уже отнесенных к этому роду, еще не завершена, в настоящее время рассматривается Eodiscoglossus как Anura incertae sedis.